# جیرجیرک اورشلیم
جیرجیرک اورشلیم (نام علمی: Stenopelmatus) نام یک سرده از بالاخانواده اورشلیم‌جیجیرک‌واران است.